# Tom Hooker
Tom Hooker, alias Thomas Beecher Hooker, (* 18. November 1957 in Greenwich, Connecticut) ist ein US-amerikanischer Sänger und Schauspieler.

## Sänger
Er begann seine musikalische Karriere zunächst als Schlagzeuger, während er in der Schweiz studierte. Mitte der 1980er Jahre zog er nach Italien, angeblich weil er vom Italo-Disco-Sound fasziniert war. Dort wurde er von den italienischen Musikproduzenten Turatti und Chiregato entdeckt. Diese schrieben und produzierten Hookers ersten Hit Looking For Love.
1985 nahm er unter dem Pseudonym Lou Sern (in Anspielung auf die Schweizer Stadt Luzern) das erfolgreiche Lied Swiss Boy auf, welches 1986 veröffentlicht wurde.
Seine größten Erfolge erzielte Hooker als heimlicher Sänger für den europaweit sehr erfolgreichen Italo-Disco-Star Den Harrow, dem er seine Stimme lieh. Hooker selbst war es allerdings auch, welcher letztendlich den großen Erfolg für Den Harrow wieder beendete, als er nach zwei überaus erfolgreichen Alben nicht mehr bereit war, für Harrow zu singen.
Der anschließende Versuch einer Solo-Karriere verlief jedoch für Hooker nicht sonderlich erfolgreich. Auch der 2020 in Zusammenarbeit mit John McInerney (Bad Boys Blue) und dessen Tochter Scarlett veröffentlichte Song With Our Love schaffte keine Chartplatzierung.

## Schauspieler
1984 spielte Hooker eine der Hauptrollen im italienischen Musikfilm Jocks, der international jedoch wenig bekannt wurde.

## Alben
- 1980: Tom Hooker
- 1986: Only One
- 1988: Bad Reputation
- 1992: Fighting for Our Love
- 2011: Unconditional Love
- 2015: Incredible Idiot (als Tam Harrow – eine Anlehnung an Den Harrow)
- 2017: Back in Time
- 2018: No Time To Say Goodbye
- 2021: Lord (featuring in A Sailor from the Moon, In the sign of destiny, Keep on rolling)